# Hercostomus flavimarginatus
Hercostomus flavimarginatus är en tvåvingeart som beskrevs av Yang 1999. Hercostomus flavimarginatus ingår i släktet Hercostomus och familjen styltflugor.
Artens utbredningsområde är Sichuan (Kina). Inga underarter finns listade i Catalogue of Life.